# Stanislas Dombeck
Stanislas Dombeck, né le 26 septembre 1931 à Crisenoy, et mort le 18 septembre 2013 à Royan en Charente-Maritime, est un footballeur français.

## Biographie
Il est international A le 3 décembre 1958 pour un match de qualification aux Championnats d'Europe (Grèce-France, 1-1).
Il entraîne le club de Tours, de 1964 à 1967.
Retiré en Charente-Maritime, il y meurt le 18 septembre 2013.

## Palmarès
- International français A en 1958 (1 sélection)